# George Orton

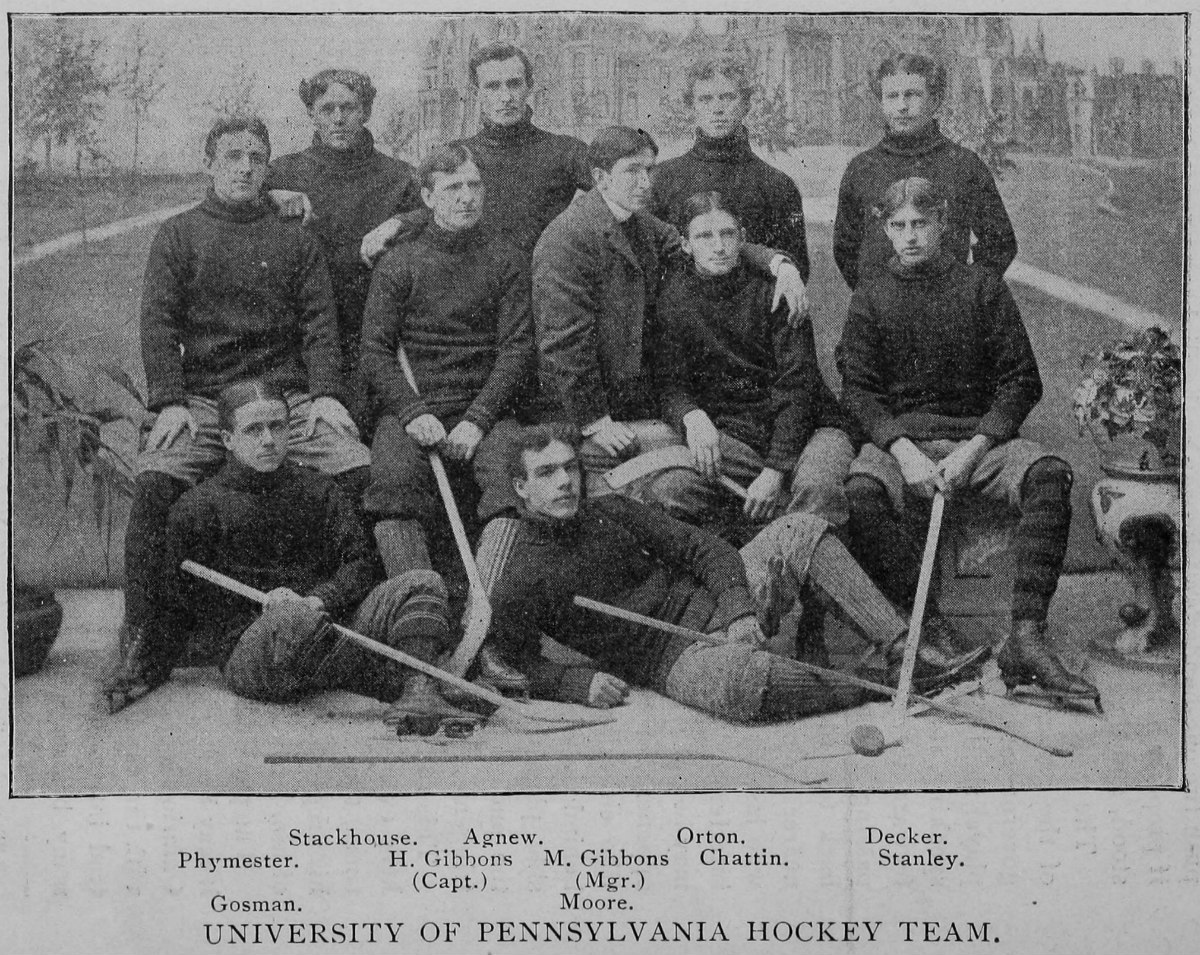
Orton, tvåa från höger i bakre raden, med University of Pennsylvanias första ishockeylag säsongen 1896–97.

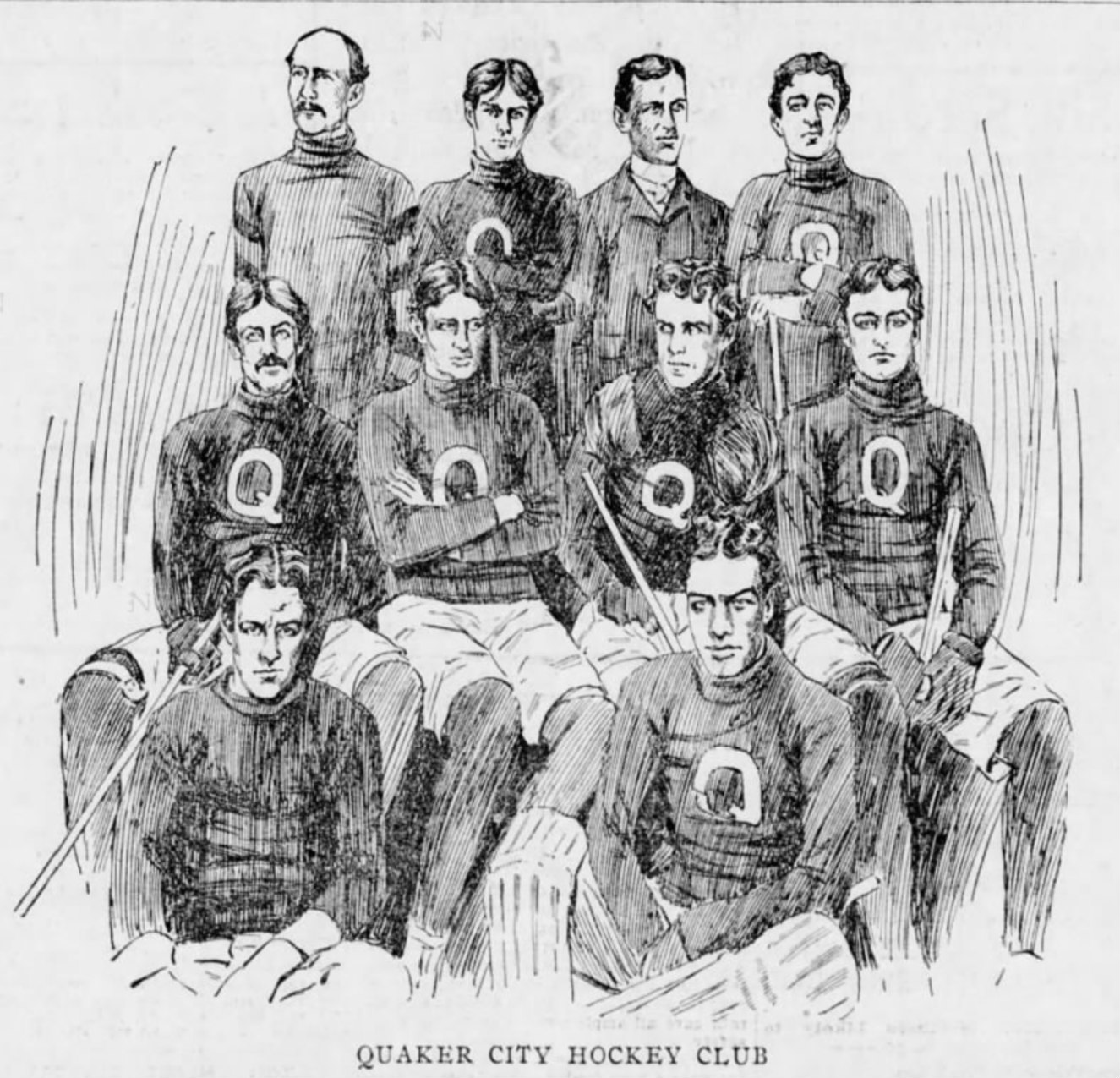
Orton, tvåa från höger i mittenraden, med Quaker City Hockey Club säsongen 1898–99.

George Washington Orton, född 10 januari 1873 i Strathroy, Ontario, död 25 juni 1958 i Laconia, New Hampshire, var en kanadensisk medeldistanslöpare. Under de olympiska sommarspelen 1900 blev han den förste kanadensiske idrottaren någonsin att vinna en medalj i ett olympiskt spel då han vann bronsmedalj på distansen 400 meter hinder. Han vann senare även en guldmedalj på distansen 2500 meter hinder under samma olympiska spel.
Orton var även en ishockeypionjär i Philadelphia. Han spelade både för University of Pennsylvanias ishockeylag (från och med säsongen 1896–97) samt med Quaker City Hockey Club (bland annat i American Amateur Hockey League säsongen 1900–01).